# فتح اسلامی مصر
فتح اسلامی مصر (به عربی: الفَتْحُ الإسْلَامِيُّ لِمِصْر)، یا فتح مصر توسط اعراب مجموعه جنگ‌هایی میان اعراب مسلمان و امپراتوری روم شرقی بود که سرانجام موجب فتح مصر توسط اعراب و عقب‌نشینی امپراتوری روم از سرزمین مصر شد. مصر رومی بخشی از امپراتوری روم شرقی به پایتختی قسطنطنیه (استانبول) بود. مصر درست یک دهه پیش این توسط خسرو پرویز (۶۱۶ تا ۶۲۹ پس از میلاد) ضمیمه شاهنشاهی ساسانی شده بود، اگرچه هراکلیوس پس از مجموعه‌ای از لشگرکشی‌ها علیه ساسانی دوباره این سرزمین‌ها را پس گرفت اما تقریبا ده سال بعد آن را به خلافت راشدین تسلیم کرد. پیش از فتح مصر توسط مسلمانان بیزانتی‌ها شام و متحد عربی آن یعنی غسانیان را به مسلمانان باخته بودند. تمام اینها امپراتوری بیزانس را به‌طور خطرناکی بی‌حفاظ و آسیب‌پذیر می‌کرد.